# Scopula szechuanensis
Scopula szechuanensis är en fjärilsart som beskrevs av Louis Beethoven Prout 1913. Scopula szechuanensis ingår i släktet Scopula och familjen mätare. Inga underarter finns listade.